# De Graeff
De Graeff, eller Graeff, (De) Graef, De Graaff, og De Graeff van Polsbroek, er en hollandsk patricier- og adelsfamilie. Under den hollandske guldalder (1600-tallet) var de blandt de mest indflydelsesrige republikanske familier i de Forenede provinser i Holland. Familien De Graeff var en af de vigtigste, magtfulde og rigeste patricierfamilier i Amsterdam, Holland.

## Historie

### Oprindelse
Familien Graeff stammer oprindeligt fra den aristokratiske Von Graben-slægt fra Østrig. Wolfgang von Graben († 1521), hvis søn var Peter von Graben alias Pieter Graeff (~* 1450/60), regnes for familiens stamfader.

### Guldalder
Familien De Graeff var i den hollandske guldalder en magtfuld og indflydelsesrig familie i Amsterdam. Familiens rigdom stammede fra jernhandel, og handelsvirksomhed sikrede familien velstand og politisk indflydelse. Familien var repræsenteret i Amsterdam-regeringen af deres efterkommere. Pieters barnebarn Dirck Jansz Graeff (1532–1589) var byens første borgmester. Gennem talrige politiske ægteskaber med Boelens Loen, Bicker, Hooft og Johan de Witt var De Graeffs i stand til at danne Amsterdam-oligarkiet i det 17. århundrede (hollandske guldalder). Familien fik magten i Amsterdam, som i de næste mange år blev regeret af medlemmer af familien. På grund af Amsterdams magt var Cornelis de Graeff (1599-1664) en af de mest indflydelsesrige personer i De Forenede Provinser i den første periode uden guvernørskab (1650-1672). Familierne De Graeff og Bicker var blandt de vigtigste tilhængere af en ende på den 30-årige krig med Spanien, som endte med freden i Münster i 1648,,.
Familien De Graeff finansierede mange kunstnere og digtere, herunder Rembrandt van Rijn, Gerard ter Borch, Jacob van Ruusdael, Govert Flinck, Nicolaes Eliaszoon Pickenoy, Jan Lievens, Jacob Jordaens, Caspar Netscher, Gérard de Lairesse, Artus Quellinus, Joost van den Vondel, Jan Vos og Caspar Barlaeus. I 1671/72 malede De Lairesse de tre loftsmalerier "Triomf der Vrede" (Fredens triumf) for Andries de Graeff (1611-1678), med delene fra venstre mod højre: enhed, frihed, sikkerhed. De Lairesse malede disse tre loftsmalerier for Amsterdams regent og borgmester De Graeff. Malerierne formidlede et klart budskab: Republikkens "sande frihed" (Ware Vrijheid) blev kun beskyttet af de republikanske herskere i Amsterdam. Triomf der Vredes malerier glorificerer De Graeff-familiens rolle som beskyttere af den republikanske stat, forsvarere af "ægte frihed" (ware Vrijheid). Det må også have været en modstandserklæring og imod en politisk tilbagevenden af huset Orange-Nassau som guvernø. Efter at guvernørens embede blev returneret til Vilhelm III. af Orange (England), under Rampjaar i 1672, mistede Andries de Graeff og hans to nevøer Pieter (1638-1707) og Jacob de Graeff (1642-1690) alle politiske embeder

### Titler og familielinjer
I årene 1610/1678-1872 var De Graeff-slægten Frie herrer over det høje og frie styre Zuid-Polsbroek i regionen Zuid-Holland som i det høje og frie styre Purmerland-Ilpendam i regionen Noord-Holland. Der er familie linjer i Holland, Sydafrika og i tysktalende Lande, i Preussen og Østrig (illegitim linje). I 1885 blev en linje indlemmet i den nye hollandske adel.

### Vigtige familiemedlemmer

#### Hollandske linjer

##### Graben - Graeff
Wolfgang von Graben kom fra Kornberg-linjen af de østrigske herrer af Graben. Hans far Ulrich III von Graben var en vigtig rådmand og politiker under kejser Frederik III.
- Wolfgang von Graben († 1521), Herre af Kornberg og Marburg (Maribor), borggreve af Saldenhofen, kejserlig feltkaptajn og rådmand
- Peter von Graben aka Pieter Graeff (* 1450/1460), stamfader til "(De) Graeff"

##### Linje i Amsterdam
Denne linje kommer fra Piete Graeffs søn Jan Pietersz Graeff (~1500-1553).
- Lenaert Jansz de Graeff (1530/35-1578), Modstandskæmpere i 80-års krigen mod Spanien, kommandant for Wassergeusen; stamfader til "De Graaff"
- Dirck Jansz Graeff (1532-1589), Heere af Vredenhof og Valkenburg, borgmester i Amsterdam, delegeret for de hollandske generalstater
- Jacob Dircksz de Graeff (1570-1638), Fri herre af det høje og frie styre Zuid-Polsbroek, borgmester og regent i Amsterdam; stamfader til "De Graeff van Polsbroek"
- Cornelis de Graeff (1599-1664), Fri herre af det høje og frie styre Zuid-Polsbroek, borgmester og regent i Amsterdam, hollands statsmand, diplomat, leder af det hollandske ostindiske kompagni,, vigtig kunstmæcen for den hollandske guldalder. Sammen med sin nevø Johan de Witt var han sin tids vigtigste hollandske statsmænd.
- Andries de Graeff (1611-1678), Borgmester og regent i Amsterdam, hollands statsmand, vigtig kunstmæcen for den hollandske guldalder
- Pieter de Graeff (1638-1707), Fri herre af det høje og frie styre Zuid-Polsbroek, Purmerland og Ilpendam, Amsterdam byrådsmedlem og politiker, leder af det hollandske ostindiske kompagni, vigtig kunstmæcen for den hollandske guldalder, betroet rådgiver og svoger til Johan de Witt
- Jacob de Graeff (1642-1690), Fri herre af det høje og frie styre Purmerland og Ilpendam, Amsterdam byrådsmedlem, vigtig kunstmæcen for den hollandske guldalder
- Gerrit de Graeff (1711-1752), Fri herre af det høje og frie styre Zuid-Polsbroek, Purmerland og Ilpendam, Amsterdam byrådsmedlem og politiker, leder af det hollandske ostindiske kompagni, leder af det hollandske vestindiske kompagni, direktør for Surinam-firmaet

- Dirck Jansz Graeff (1532-1589)
- Jacob Dircksz de Graeff (1571-1638)
- Cornelis de Graeff (1599-1664)
- Andries de Graeff (1611-1678)
- Pieter de Graeff (1638-1707)

##### Linje i Haag
Denne linje blev grundlagt af Dirk de Graeff van Polsbroek, søn af Gerrit de Graeff (IV.) van Zuid-Polsbroek (1797–1870) fra linjen i Amsterdam.
- Dirk de Graeff van Polsbroek (1833-1916), vigtig europæisk diplomat i Japan
- Andries Cornelis Dirk de Graeff (1872-1958), Hollands udenrigsminister, generalguvernør for Hollandsk Indien, diplomat, parlamentariker
- Dirk Georg de Graeff (1905–1986), kammerherre for de hollandske dronninger og administrerende direktør fra Algemene Bank Nederland
- Jan Jaap de Graeff (født 1949), dijkgraaf af Schieland, kammerherre for den hollandske dronning, direktør for den hollandske unie for vand

- Dirk de Graeff van Polsbroek (1833-1916)
- Andries Cornelis Dirk de Graeff (1872-1958)

##### Linje i Alblasserdam
Denne linje blev grundlagt af Jan Jacobsz Graeff (* 1570/75), søn af Jacob Jansz Graeff (død omkring 1580) fra Amsterdam.
- Albert Claesz de Graeff (* ~1620), hollandsk kontreadmiral (Schout-bij-nacht)

#### Tysktalende linjer

##### Preussiske linje
Denne linje går tilbage til Dirk Reynier de Graeff (navngivet 1596), søn af Lenaert Jansz de Graeff (1530/35-1578) fra Amsterdam-linjen.
- Gérard Hendrik Reinardus de Graaff (1853–1917), preussisk generalmajor
- Henri (Heinrich) de Graaff (1857–1924), preussisk generalløjtnant i Første Verdenskrig

##### Østrigsk linje (illegitim)
Denne linje stammer fra Adriaan Jacobsz Graeff (født i slutningen af det 16. århundrede) fra Alblasserdam-linjen.
- Helmuth Gräff (* 1958), akademisk maler
- Matthias Laurenz Gräff (* 1984), akademisk maler, politiker

## Forskellige
Den globalt aktive familieforening "Familienverband Gräff-Graeff e.V." har eksisteret for de forskellige Graeff-familier siden 2013. Formand er Matthias Laurenz Gräff fra Østrig. Præsidentskabet og administrationen af familieforening må ikke forveksles med rollen som overhoved for hele familien og dens forskellige grene.